# Actias flavicollis
Actias flavicollis är en fjärilsart som beskrevs av Jordan 1911. Actias flavicollis ingår i släktet månspinnare, och familjen påfågelspinnare. Inga underarter finns listade i Catalogue of Life.